# 6678 Сера
6678 Сера́ (6678 Seurat) — астероїд головного поясу, відкритий 16 жовтня 1977 року.
Тіссеранів параметр щодо Юпітера — 3,325.
Названо на честь Жоржа Сера (фр. Georges Seurat, 1859—1891) — відомого французького художника-неоімпресіоніста, творця пуантилістської манери малювання.